# What If...?
What If...? är en amerikansk animerad TV-serie från 2021, skapad av A.C. Bradley. Serien är baserad på Marvel Comics serietidning med samma namn och den produceras av Marvel Studios, med Bradley som huvudförfattare och Bryan Andrews som regissör.
Serien hade premiär den 11 augusti 2021 på streamingtjänsten Disney+ och första säsongen består av nio avsnitt. En andra säsong hade premiär den 22 december 2023, med nio avsnitt som släpptes varje dag i nio sammanhängande dagar.

## Handling
I serien får man följa med i alternativa MCU-historier som får små ändringar som gör att hela världen förändras. Exempelvis vad som skulle ske ifall Peggy Carter skulle fått serumet istället för Steve Rogers.

## Rollista (i urval)
| - Jeffrey Wright – The Watcher - Hayley Atwell – Peggy Carter - Josh Brolin – Thanos - Dominic Cooper – Howard Stark - David Dastmalchian – Kurt - Michael Douglas – Dr. Hank Pym / Ant-Man - Karen Gillan – Nebula - Jeff Goldblum – Grandmaster - Frank Grillo – Brock Rumlow / Crossbones - Sean Gunn – Kraglin - Chris Hemsworth – Thor - Tom Hiddleston – Loki - Djimon Hounsou – Korath - Samuel L. Jackson – Nick Fury | - Toby Jones – Arnim Zola - Michael B. Jordan – Erik Killmonger - Neal McDonough – Dum Dum Dugan - Natalie Portman – Jane Foster - Jeremy Renner – Clint Barton / Hawkeye - Michael Rooker – Yondu Udonta - Paul Rudd – Scott Lang / Ant-Man - Mark Ruffalo – Bruce Banner / Hulk - Sebastian Stan – Bucky Barnes / Winter Soldier - Chris Sullivan – Taserface - Stanley Tucci – Dr. Abraham Erskine - Taika Waititi – Korg - Chadwick Boseman – T'Challa / Black Panther |